# Rotores entrelaçados

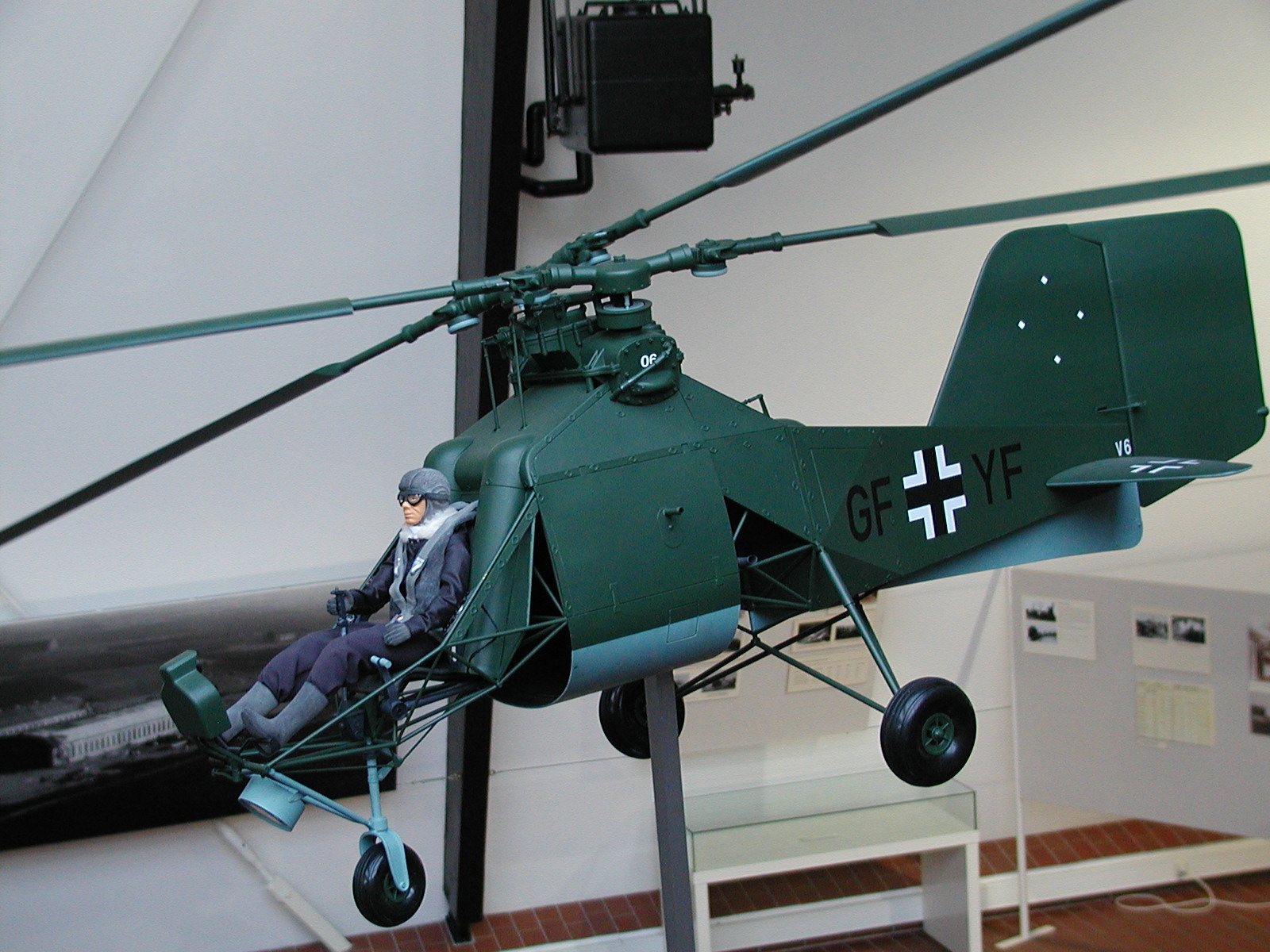
Flettner Fl 282 Kolibri ("Beija-flor" em Alemão) foi o pioneiro e o antecessor dos helicópteros com rotores entrelaçados.

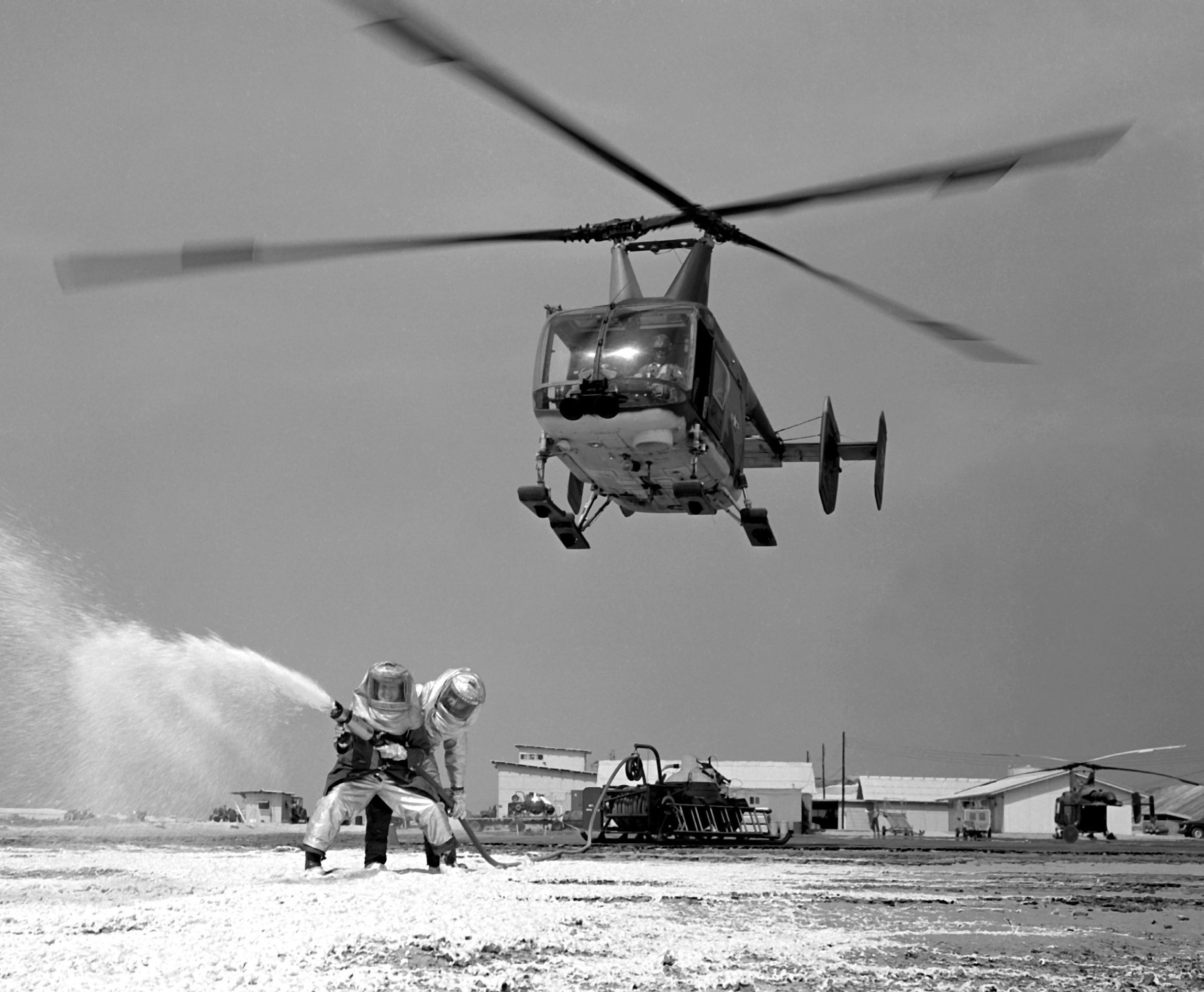
Kaman HH-43 Huskie com rotores entrelaçados

Um sistema de rotores entrelaçados num helicóptero formam uma configuração de dois rotores onde cada um gira em sentidos opostos, sendo que cada rotor está montado no helicóptero com uma ligeira inclinação em relação ao plano horizontal transversal do helicóptero, para que as pás das respectivas hélices girem de forma mecanicamente sincronizada sem nunca colidirem.
Esta configuração permite que os momentos angulares das hélices dos rotores se anulem entre si fazendo com que todo o sistema não gire sobre si próprio. O momento angular do sistema é assim muito próximo de zero. Esta configuração faz com que seja descartado o uso de uma pequena hélice na cauda do helicóptero.
Os helicópteros que têm rotores entrelaçados proporcionam uma elevada estabilidade para pairar no ar e possibilitam o transporte de cargas elevadas, sendo usados muitas vezes na construção civil.

## História
Esta configuração foi desenvolvida na Alemanha por Anton Flettner para um helicóptero de guerra anti-submarino. Durante a Guerra Fria a empresa norte-americano Kaman Aircraft produziu o HH-43 Huskie, para a Força Aérea dos Estados Unidos. O último modelo Kaman K-MAX é dedicado à construção civil em altitude.